# Charles Coleman
Charles Coleman (cerca de 1807, Pontefract—cerca de 1874, Roma) foi um pintor inglês.

## Histórico
Em 1835, Coleman foi para Roma estudar as pinturas de Michelangelo e Rafael. De 1848 a 1850, fez algumas gravuras da "Campagna Romana", posteriormente exibidas na Royal Academy em Londres. Foi pai de Henry (Enrico) Coleman, um aquarelista, em Roma.